# Юл Бринър
Юл Бринър (на английски: Yul Brynner), роден като Юлий Борисович Бринер, е американски филмов и театрален актьор от руски произход. Занимавал се е също с фотография и е автор на 2 книги.

## Биография
Роден е на 11 юли 1920 г. в град Владивосток в тогавашната Далекоизточна република, като Юлий Борисович Бринер. Родитителите му са Борис Юлиевич Бринер, син от смесения брак на швейцареца Юлис/Жул Бринер и рускинята Наталия Йосифевна Куркутова от Иркутск (в чието потекло има и бурятска жилка), който работи като минен инженер, и Мария Димитриевна, учила за актриса и певица потомка на руски интелигенти.
Борис Бринер напуска семейството си, след което Мария, заедно малкия Юлий и сестра му Вера се мести в китайския град Харбин, където двамата посещават училище, ръководено от YMCA („Младежка християнска организация“). През 1934 г. заживяват в Париж, където през Втората световна война Юлий работи като френскоговорещ радиоговорител към американския „Офис на военната информация“, разпръсквайки пропаганда към окупираната част от Франция. През 1941 г. той отпътува за САЩ, за да учи при играещия преподавател от руски произход Майкъл Чехов, с чиято театрална трупа тръгва на турне из страната.
В Съединените щати той вече се представя с псевдонима Юл Бринър. За първи път се снима в киното през 1949 г. във филма „Пристанището на Ню Йорк“. Името му излиза на преден план в американската киноиндустрия през 1956 г., след участието в продукциите „Десетте божи заповеди“ и „Кралят и аз“ (за което е удостоен с награда „Оскар“ за ролята си на Монгкут, крал на Сиам). От тази роля Бринър възприема визията с голо обръсната глава, която се превръща в негов характерен стил през годините. Така се снима (редом с множеството бележити актьори) и през 1960 г. в образа на един от каубоите-наемници, обединени в едноименната банда във филма „Великолепната седморка“ – един от най-великите уестърни в историята на киното. Има и редица други динамични и иновативни изпълнения в разнообразни жанрове.
Умира през 1985 година. На фасадата на родната му сграда в днешни дни е поставен възпоменателен барелеф.

## Избрана филмография
| Година | Филм                      | Оригинално заглавие        | Роля                 | Режисьор      |
| ------ | ------------------------- | -------------------------- | -------------------- | ------------- |
| 1956   | Кралят и аз               | The King and I             | Крал Монгкут на Сиам | Уолтър Ланг   |
| 1956   | Десетте Божи заповеди     | The Ten Commandments       | Рамзес II            | Сесил Демил   |
| 1958   | Братя Карамазови          | The Brothers Karamazov     | Дмитрий Карамазов    | Ричард Брукс  |
| 1959   | Соломон и Савската царица | Solomon and Sheba          | Соломон              | Кинг Видор    |
| 1960   | Великолепната седморка    | The Magnificent Seven      | Крис                 | Джон Стърджис |
| 1964   | Покана за наемник         | Invitation to a Gunfighter | Жул Гаспар д'Естен   | Ричард Уилсън |
| 1965   | Моритури                  | Morituri                   | Капитан Мюлер        | Бернхард Вики |

## Награди и номинации
| Награди                 | Награди                               | Награди                | Награди   |
| Награда                 | Категория                             | Филм                   | Резултат  |
| ----------------------- | ------------------------------------- | ---------------------- | --------- |
| Награди „Оскар“         | Най-добър актьор в главна роля (1957) | Кралят и аз            | награда   |
| Награди „Лаурел“        | Най-добър актьор (1960)               | Великолепната седморка | номинация |
| Награди „Златен глобус“ | Най-добър актьор в главна роля (1957) | Кралят и аз            | номинация |